# Lobelia purpusii
Lobelia purpusii är en klockväxtart som beskrevs av Townshend Stith Brandegee. Lobelia purpusii ingår i släktet lobelior, och familjen klockväxter. Inga underarter finns listade i Catalogue of Life.